# Liste der Schweizer Botschafter in Kuba

## Geschichte

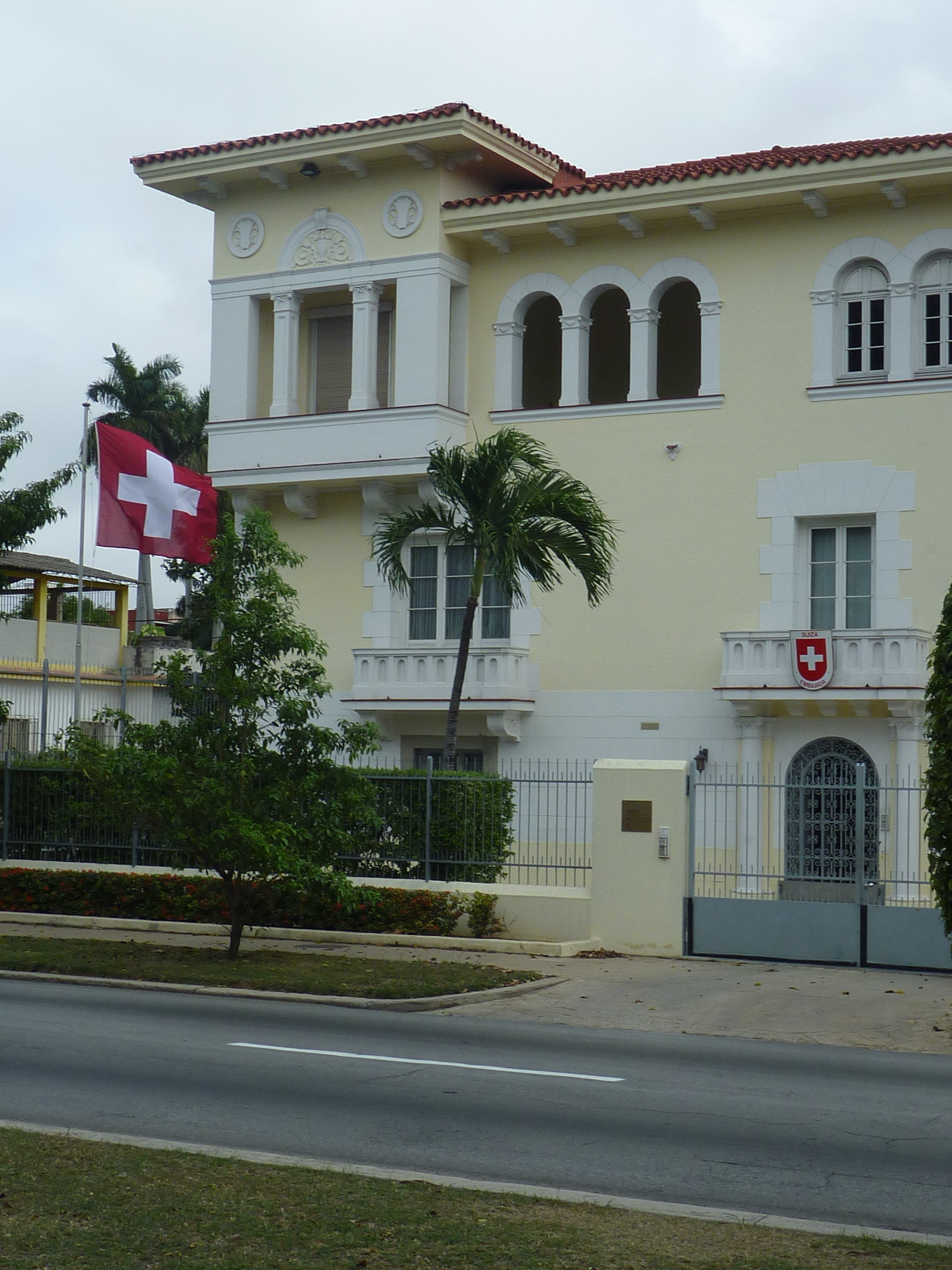
Schweizer Botschaft, 5ta Avenida No. 2005 in Havanna

1865 eröffnete die Schweiz das Schweizer Konsulat in Havanna, welches 1876 geschlossen wurde. 1918 erfolgte die Wiedereröffnung des Konsulats, das 1935 zum Generalkonsulat aufgewertet wurde, und im gleichen Jahr wurde der Schweizer Gesandte in den USA auch in Kuba akkreditiert. 1951 eröffnete die Schweiz eine Gesandtschaft in Havanna, welche 1957 zur Botschaft umgewandelt wurde. 1961 vertrat die Schweizer Botschaft als Schutzmacht die US-Interessen in Havanna, welche während des Kalten Krieges, insbesondere der Kuba-Krise, die diplomatischen Kanäle zwischen den beiden Staaten aufrechterhielt (1977 wurde die United States Interests Section in Havanna eröffnet). 1991 übernahm die Schweiz auch die kubanischen Interessen in den USA. Erst 2015 endeten die Schutzmachtmandate der Schweiz für Kuba und die USA, als die beiden Länder die diplomatischen Beziehungen zwischen ihnen wieder aufnahmen.
Zwischen 2003 und 2007 war der Schweizer Botschafter in Havanna in Haiti und ist seit 2003 bis heute in Jamaika akkreditiert.

## Missionschefs
| Ernennung     | Posten verlassen | Name                                | Bemerkungen                                                                                    |
| ------------- | ---------------- | ----------------------------------- | ---------------------------------------------------------------------------------------------- |
| 26. Sep. 1918 | 24. Dez. 1919    | Hans Sulzer (1876–1959)             | Gesandter mit Sitz in Washington, D.C.                                                         |
| 4. Nov. 1919  | 30. Nov. 1939    | Marc Peter (1873–1966)              | Gesandter mit Sitz in Washington D.C.                                                          |
| 27. Juni 1939 | 14. Sep. 1951    | Karl Bruggmann (1889–1967)          | Gesandter mit Sitz in Washington D.C.                                                          |
| 27. Juli 1951 | 29. Juni 1954    | Ernest Schlatter (1905–1979)        | Geschäftsträger (Chargé d’affaires)                                                            |
| 6. Juli 1954  | 17. Juni 1957    | Franco Brenni (1897–1963)           | Gesandter                                                                                      |
| 12. Juli 1957 | 26. Feb. 1959    | Franco Brenni (1897–1963)           | Botschafter                                                                                    |
| 3. Feb. 1959  | 27. Nov. 1961    | Walter Bossi (1912–1998)            |                                                                                                |
| 9. Jan. 1961  | 18. Nov. 1961    | Gaston Jaccard (1894–1991)          | Geschäftsträger ad interim (zuständig für die Wahrnehmung der US-Interessen in Kuba)           |
| 24. Nov. 1961 | 24. Nov. 1967    | Emil Stadelhofer (1915–1977)        | Botschafter, vom 7. Juli 1961 bis zu seiner Ernennung vorübergehend Geschäftsträger ad interim |
| 21. Okt. 1966 | 28. Jan. 1971    | Alfred Fischli (1914–1992)          |                                                                                                |
| 28. Sep. 1970 | 25. Aug. 1974    | Silvio Masnata (1915–2006)          |                                                                                                |
| 15. Mai 1974  | 9. Apr. 1978     | Etienne Serra (1916–1989)           |                                                                                                |
| 8. Feb. 1978  | 31. Mai 1980     | Jean-Pierre Ritter (1931–2000)      |                                                                                                |
| 25. Mai 1980  | 30. Juni 1984    | Armin Kamer (1932–2007)             |                                                                                                |
| 1. Okt. 1984  | 30. Nov. 1988    | Peter Hollenweger (* 1939)          |                                                                                                |
| 29. Juni 1989 | 6. Juni 1992     | Marcus Kaiser (* 1942)              |                                                                                                |
| 19. Feb. 1992 | 30. Sep. 1995    | Harald Borner (* 1933)              |                                                                                                |
| 22. Feb. 1995 | 13. Dez. 1999    | Peter Friederich (* 1942)           |                                                                                                |
| 31. Dez. 1999 | 13. Aug. 2004    | Jean-Claude Richard (* 1946)        | Ebenfalls in Haiti (ab 2003) und Jamaika (ab 2003) akkreditiert                                |
| 12. Mai 2004  | 5. Jan. 2009     | Bertrand Louis (* 1950)             | Ebenfalls in Haiti (bis 2007) und Jamaika akkreditiert                                         |
| 6. Juni 2008  | 2013             | Peter Burkhard (* 1955)             | Ebenfalls in Jamaika akkreditiert                                                              |
| 13. März 2013 | 2016             | Anne-Pascale Krauer Müller (* 1958) | Ebenfalls in Jamaika akkreditiert und erste Botschafterin der Schweiz in Kuba                  |
| 4. Nov. 2015  | 2019             | Marcel Stutz (* 1954)               | Ebenfalls in Jamaika akkreditiert                                                              |